# Killers (filme)
Killers (bra: Par Perfeito; prt: Kiss & Kill - Beijos & Balas, ou Beijos e Balas) é um filme estadunidense de 2010, dos gêneros ação, suspense e comédia, dirigido por Robert Luketic e estrelado por Katherine Heigl, Ashton Kutcher, Tom Selleck e Catherine O'Hara.

## Sinopse
O filme conta a história de Spencer (Ashton Kutcher), que larga seu emprego de assassino profissional para se casar com Jen (Katherine Heigl), mesmo contra a vontade de seu futuro sogro. Três anos depois, Jen descobre seu ex-emprego depois que amigos, até de confiança, tentam matá-lo por 20 milhões de dólares oferecidos por uma agência secreta que queria reativar Spencer. Ao final, descobre que o pai de Jen encomendou a morte do genro, mas tudo foi resolvido. Em meio a tudo isso, Jen descobre estar grávida do primeiro filho. 
Nos EUA, o filme foi lançado em 4 de junho de 2010, e arrecadou cerca de 98 milhões de dólares durante toda a sua exibição.

## Recepção
No site agregador de críticas Rotten Tomatoes, 11% das 104 resenhas dos críticos são positivas. O consenso diz: "Aborrecida, estereotipada e livre de química (...) é uma comédia de ação que é em grande parte desprovida de emoções ou risos".